# Ашхабад
Ашхаба́д, или Ашгаба́т (туркм. Aşgabat [ɑʃɢɑˈbɑt]) — столица и крупнейший город Туркменистана; крупнейший административно-политический, промышленный, научный и культурный центр государства. Является отдельной административно-территориальной единицей Туркменистана — городом с правами велаята (области).
Ашхабад возник в парфянские времена, когда была построена крепость Конджикала (II в. до н. э. — XIII в. н. э.). Через город в Средние века проходил Великий шёлковый путь. В начале второй половины XIX в. Ашхабад был городом, торгующим с соседними государствами; на новую ступень развития он перешёл в 1881 году.
25 мая 2013 года город в пятый раз был включён в Книгу рекордов Гиннесса как самый беломраморный город в мире (543 новых здания, облицованных белым мрамором). Ранее в это издание были включены такие достопримечательности туркменской столицы, как четвёртый по высоте в мире флагшток (133 метра), самый большой фонтанный комплекс (27 синхронизированных фонтанов), самое большое колесо обозрения закрытого типа, и самое большое архитектурное изображение звезды — восьмиконечная звезда Огуз-хана на телебашне.
По данным переписи населения 1995 года, численность населения города составляла 604,7 тысячи человек, а по официальной оценке на 2001 год — 712 тысяч человек. На 1 июля 2002 года официальная оценка численности населения составляла 743 тысячи человек, в середине 2003 года население Ашхабада официально оценивалось в размере 790 тысяч человек (13 % населения страны), а 18 ноября 2005 года было официально объявлено о достижении 900-тысячного рубежа (13,4 % численности населения страны). Согласно официальным данным Государственного комитета Туркменистана по статистике, на 1 января 2012 года в Ашхабаде проживало 12,7 % населения Туркменистана. 6 августа 2018 года было объявлено о том, что население города превысило 1 миллион жителей. По данным переписи населения Туркменистана на 2022 год в городе проживало 1 030 063 жителя.

## Этимология

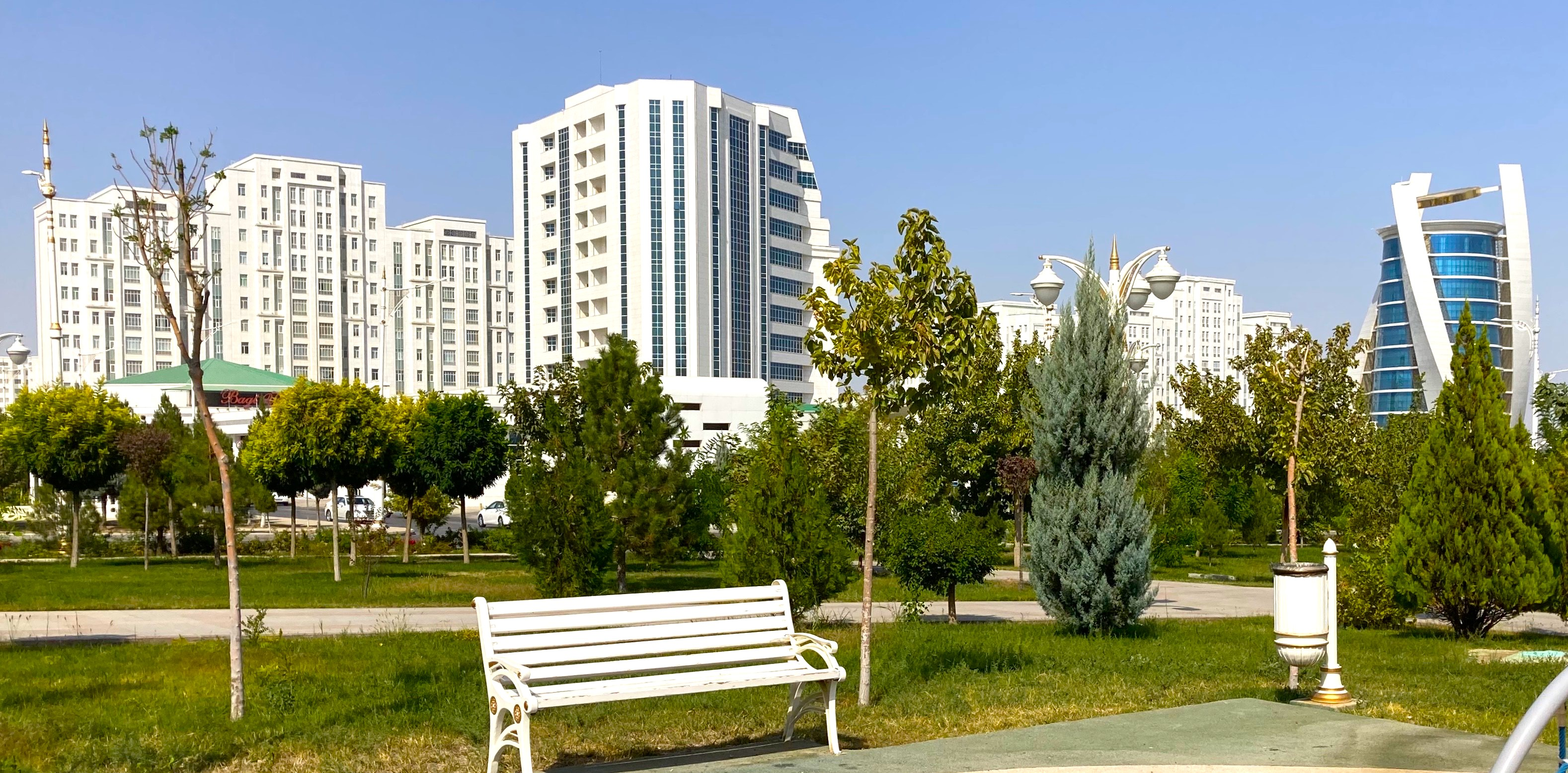
В центре Ашхабада

Название города произошло от перс. عشق‎ (eshq «любовь») и آباد (ābād «населённое место», «город»).
Со времени завоевания Туркестана Российской империей город, официально перешедший к России по Ахалскому договору с Персией 21 сентября 1881 года, назывался «Асхабад». Это название сохранялось до 1919 года.
17 июля 1919 года город был переименован в «Полторацк» в честь революционного деятеля и председателя Совнархоза Туркестанской республики П. Г. Полторацкого (1888—1918).
27 октября 1927 года город получил название «Ашхабад».
После провозглашения Туркменистаном своей независимости 27 октября 1991 года ряд населённых пунктов в стране был переименован. В частности, город Ашхабад, согласно постановлению Президиума Верховного Совета Туркменистана № 686-XII от 17.04.1992 г., официально стал именоваться «Ашгабат», так как именно эта форма более всего соответствует оригинальному туркменскому названию.
В официальных средствах массовой информации России используется название «Ашхабад», признанное официальным на основании Распоряжения Администрации президента Российской Федерации от 17 августа 1995 года № 1495 «О написании названий государств — бывших республик СССР и их столиц».

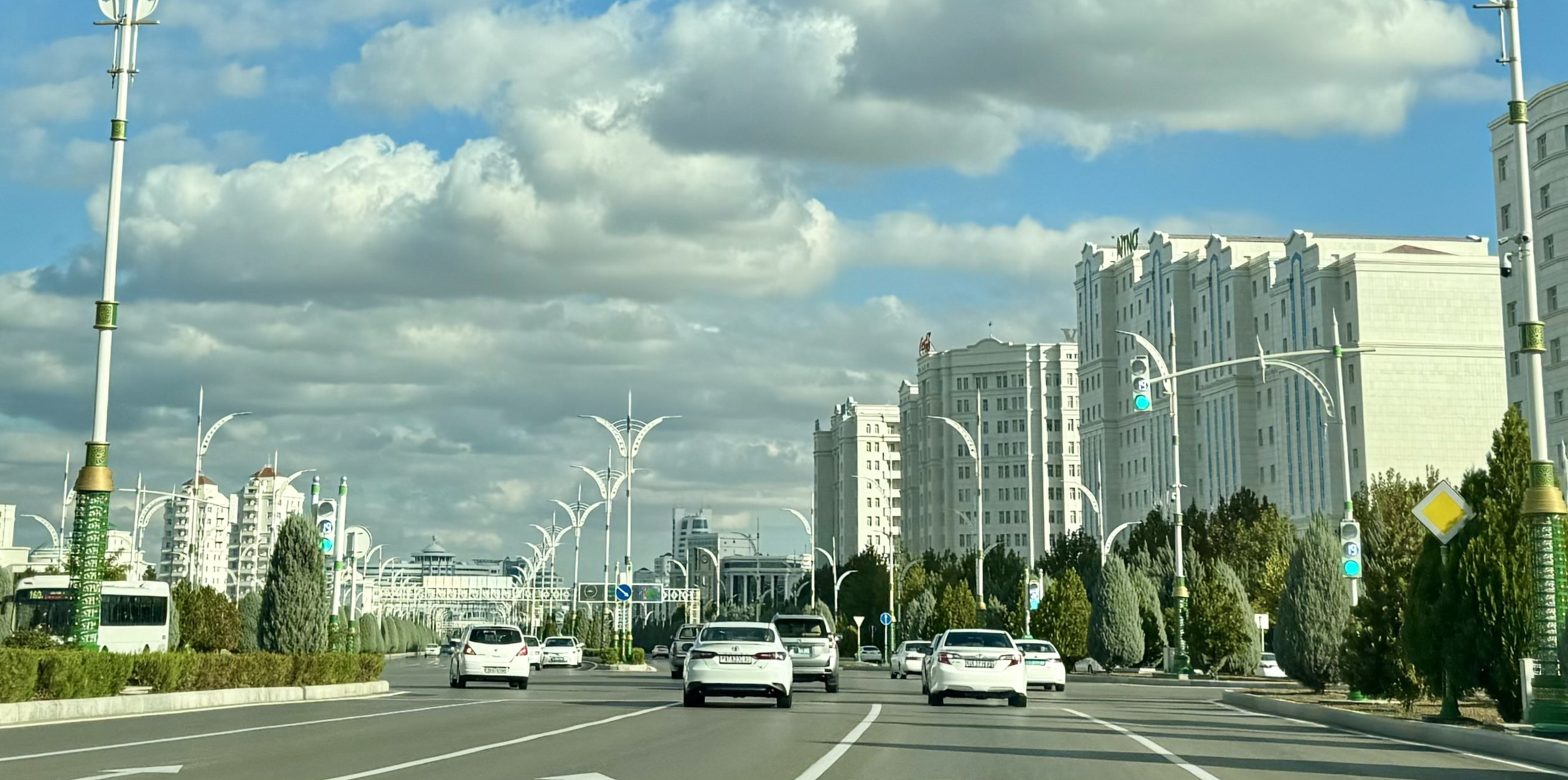
Проспект 10 Йыл Абаданчылык

В настоящее время в законодательных актах Туркменистана (в их текстах на русском языке), в официальных средствах массовой информации Туркменистана, на официальных сайтах столицы Туркменистана город именуется «Ашхабад».
В туркменской прессе были опубликованы мнения историков о том, что название города восходит к династии парфянских царей Аршакидов (Ашканидов), а основание города следует отнести к III веку до н. э. На самом же деле сам город был основан лишь в XIX веке в качестве крепости, а в III веке до н. э. возник не он, а расположенная в 18 км от него Ниса, действительно являвшаяся столицей Парфянского царства, но не единственной.

## География

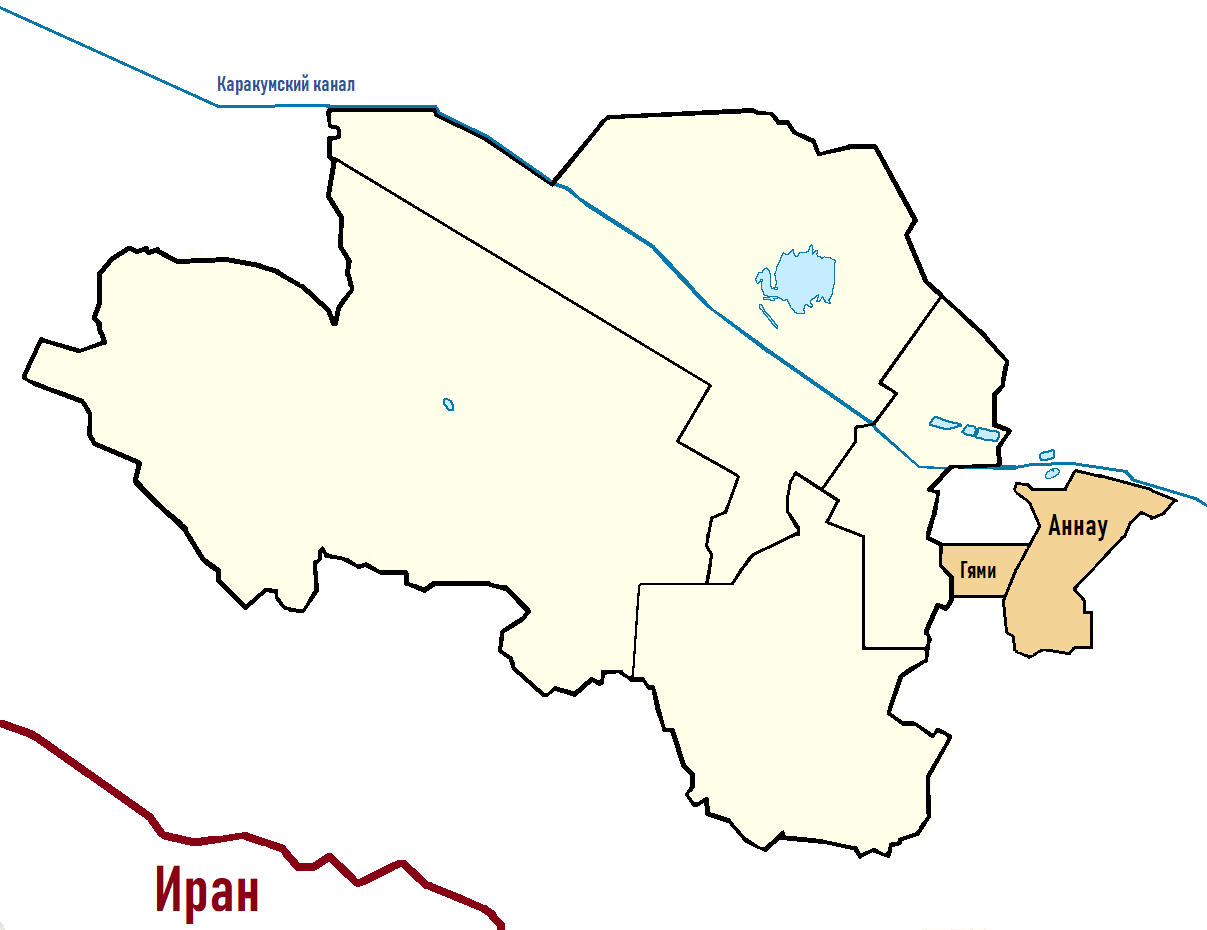
Ашхабад на карте

Ашхабад расположен на юге Туркменистана, в 25 километрах к северу от границы с Ираном на Туранской низменности.
Город находится в оазисе Ахал-Теке на прикопетдагской предгорной равнине. С юга к городу подступают горы Копетдаг, с севера — пустыня Каракумы. Высота над уровнем моря составляет 214—240 метров.
В 1962 году к городу был подведён Каракумский канал.

### Часовой пояс
Ашхабад находится в часовом поясе, обозначаемом по международному стандарту как UTC+5. Смещение относительно всемирного координированного времени (UTC) составляет +5:00.

### Климат

Дворцовый комплекс «Огузхан» в Ашхабаде.

Климат Ашхабада субтропический внутриконтинентальный, с мягкой, но для такой широты исключительно холодной зимой и жарким летом. В отдельные годы возможна температура выше + 45 °C. Осадки выпадают в основном зимой и весной (почти 80 % годовой нормы), летом осадков почти не бывает. Среднегодовое количество осадков 221 мм в год.
Зима непродолжительная, но при сильных вторжениях арктического воздуха с севера, иногда бывают морозы ниже − 10.. − 15 °C. В среднем за год отмечается 8 дней со снежным покровом, вероятность бесснежных зим 10 %, максимальная высота снежного покрова может достигать 34 см.
Большую часть года, в том числе и весной, в Ашхабаде жарко. Так, 16 марта 2010 года в Ашхабаде температура резко повысилась до + 38,6 °C, что стало новым абсолютным максимумом марта, а южнее по стране в тот день было отмечено + 39,3 °C. Ко второй половине лета наивысшие максимумы в Ашхабаде уже несколько убывают по сравнению с июнем. Теоретически, мартовская температура в Ашхабаде вполне способна превысить + 40 °C, апрельская + 44 °C, а августовская — + 48 °C.
- Среднегодовая температура — +17,5 °C.
- Среднегодовая скорость ветра — 2,5 м/с.
- Среднегодовая влажность воздуха — 55 %.

| Показатель                                                              | Янв.  | Фев.  | Март  | Апр. | Май  | Июнь | Июль | Авг. | Сен. | Окт. | Нояб. | Дек.  | Год   |
| ----------------------------------------------------------------------- | ----- | ----- | ----- | ---- | ---- | ---- | ---- | ---- | ---- | ---- | ----- | ----- | ----- |
| Абсолютный максимум, °C                                                 | 27,8  | 32,6  | 38,6  | 39,6 | 45,6 | 47,2 | 46,8 | 45,7 | 45,6 | 40,1 | 35,0  | 33,1  | 47,2  |
| Средний суточный максимум, °C                                           | 9,0   | 11,1  | 17,0  | 23,9 | 30,5 | 36,2 | 38,4 | 37,2 | 31,8 | 24,4 | 15,7  | 9,8   | 23,8  |
| Средняя температура, °C                                                 | 3,9   | 5,7   | 11,1  | 17,6 | 24,1 | 29,6 | 31,7 | 30,0 | 24,3 | 17,1 | 9,7   | 5,0   | 17,5  |
| Средний суточный минимум, °C                                            | −0,1  | 1,3   | 6,0   | 11,8 | 17,5 | 22,3 | 24,5 | 22,4 | 17,1 | 10,8 | 5,0   | 1,1   | 11,6  |
| Абсолютный минимум, °C                                                  | −24,1 | −20,8 | −13,3 | −0,8 | 1,3  | 9,2  | 13,8 | 9,5  | 2,0  | −5   | −13,1 | −18,9 | −24,1 |
| Норма осадков, мм                                                       | 21    | 33    | 42    | 33   | 23   | 8    | 3    | 2    | 3    | 12   | 23    | 18    | 221   |
| Источник: Климат Ашхабада. pogoda.ru.net. Дата обращения: 10 июня 2023. |       |       |       |      |      |      |      |      |      |      |       |       |       |

## История

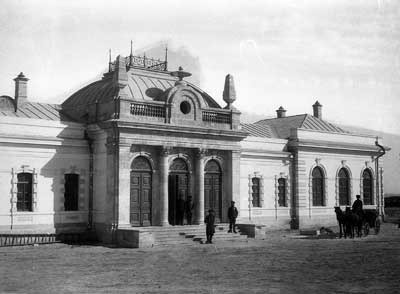
Ашхабадский вокзал (1901)

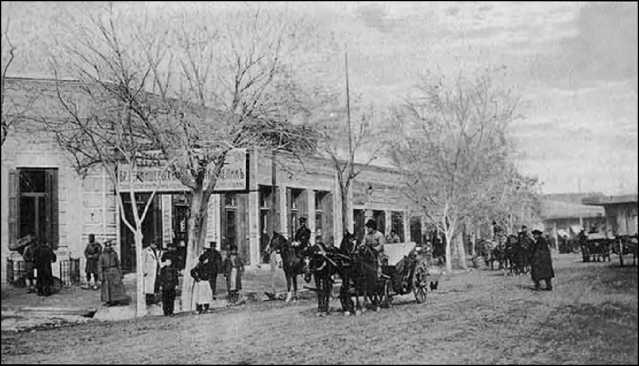
Кирпичная улица в Ашхабаде (1913)

История Ашхабада насчитывает более двух тысяч лет, так как древнейшая городская крепость Конджикала была построена ещё в парфянские времена (II век до н. э.). В ходе археологических раскопок, проведённых в Ашхабаде за последние 80 лет, было обнаружено не менее сорока древних развалин, остатков селений, крепостей и усадеб парфянского периода. В I веке до н. э. землетрясение сравняло город с землёй, однако он был перестроен из-за своего выгодного расположения на Великом шёлковом пути и процветал до тех пор, пока не был разрушен монголами в XIII веке. 
В книге «Заметки о Туркмении» (1871) И. И. Стебницкий указывает на то, что Ашхабад является городом, ведущим торговлю с Хивой и Персией, при этом его население, включая окрестности, в это время составляло не менее 16 000 человек.
Новый толчок в развитии Ашхабада начинается в 1881 году, когда он превратился в административный центр Закаспийской области Российской империи, управлявшейся военной администрацией. В то время город состоял в основном из глиняных домиков, окружённых фруктовыми садами. Улицы проектировались прямыми и по большей части с одноэтажными строениями, так как после нескольких землетрясений было принято решение не возводить многоэтажных зданий, если они были глинобитные.
В 1881 году была открыта почтовая контора, преобразованная 1889 в почтово-телеграфную. К 1917 году имелось три почтовых отделения. К 1888 г. Ашхабад был уездным городом со множеством каменных домов и широкими улицами. В центре города имелось большое количество магазинов с огромным разнообразием предлагаемых товаров, а также было много ресторанов и садов. В это же время в Ашхабаде имелся каменный железнодорожный вокзал, построенный по проекту академика Урлауба.
Население города в 1901 году составляло 36,5 тыс. чел., из них 11,2 тыс. — персов, 10,7 тыс. — русских, 14,6 тыс. — армян и прочих национальностей. Туркмены проживали вне города в своих кочевьях.
С 1881 по 1918 год город являлся административным центром Закаспийской области Российской империи, с 1918 по 1925 год — административным центром Туркменской области Туркестанской АССР.
В феврале 1925 года Ашхабад (в это время носивший название Полторацк в честь большевика Павла Полторацкого) получил официальный статус столицы Туркменской ССР. 4 февраля 1927 года было утверждено переименование г. Полторацка в г. Ашхабад, одновременно переименовали и пригородные аулы: Полторацк 1-й — в Ашхабад 1-й, Полторацк 2-й — в Ахшхабад 2-й.
6 октября 1948 года в Ашхабаде произошло одно из наиболее разрушительных землетрясений в истории. Сила в эпицентральной области составила 9—10 баллов, магнитуда землетрясения М = 7,3. Было разрушено 90-98 % всех строений. По разным оценкам, погибло от 1/2 до 2/3 населения города (то есть от 60 до 110 тыс. чел., так как сведения о числе жителей неточны). В настоящее время в Туркменистане считают, что землетрясение унесло жизни 176 тыс. чел.
В 1962 году Каракумский канал был доведён до Ашхабада, что позволило решить проблему хронической нехватки воды в городе.
В июле 2003 года в Ашхабаде были заменены порядковыми номерами названия всех улиц, кроме девяти основных магистралей, часть которых названа в честь Сапармурата Туркменбаши, его отца, матери, а также почитаемого в стране поэта Махтумкули. Центральная Дворцовая площадь обозначена числом 2000 (цифра, согласно данным государственной газеты «Нейтральный Туркменистан», символизирующая новую эпоху в истории туркменского народа, начало «золотого века»). Остальные улицы получили бо́льшие или ме́ньшие четырёхзначные численные названия.
10—14 сентября 2008 года в Ашхабаде произошло вооружённое выступление боевиков, вошедшее в историю, как «ашхабадский мятеж». Для подавления мятежников, засевших в столичном районе «Хитровка», власти применили тяжёлую бронетехнику. По сообщениям очевидцев, на севере столицы в течение выходных были слышны взрывы и перестрелки из автоматического оружия. По официальным сведениям, боевики были связаны с незаконным оборотом наркотиков. Однако, по данным некоторых независимых источников, противниками военных были радикально настроенные оппозиционеры. Президент Туркменистана Гурбангулы Бердымухаммедов признал, что в результате боёв погибли сотрудники спецслужб.

## Административно-территориальное деление

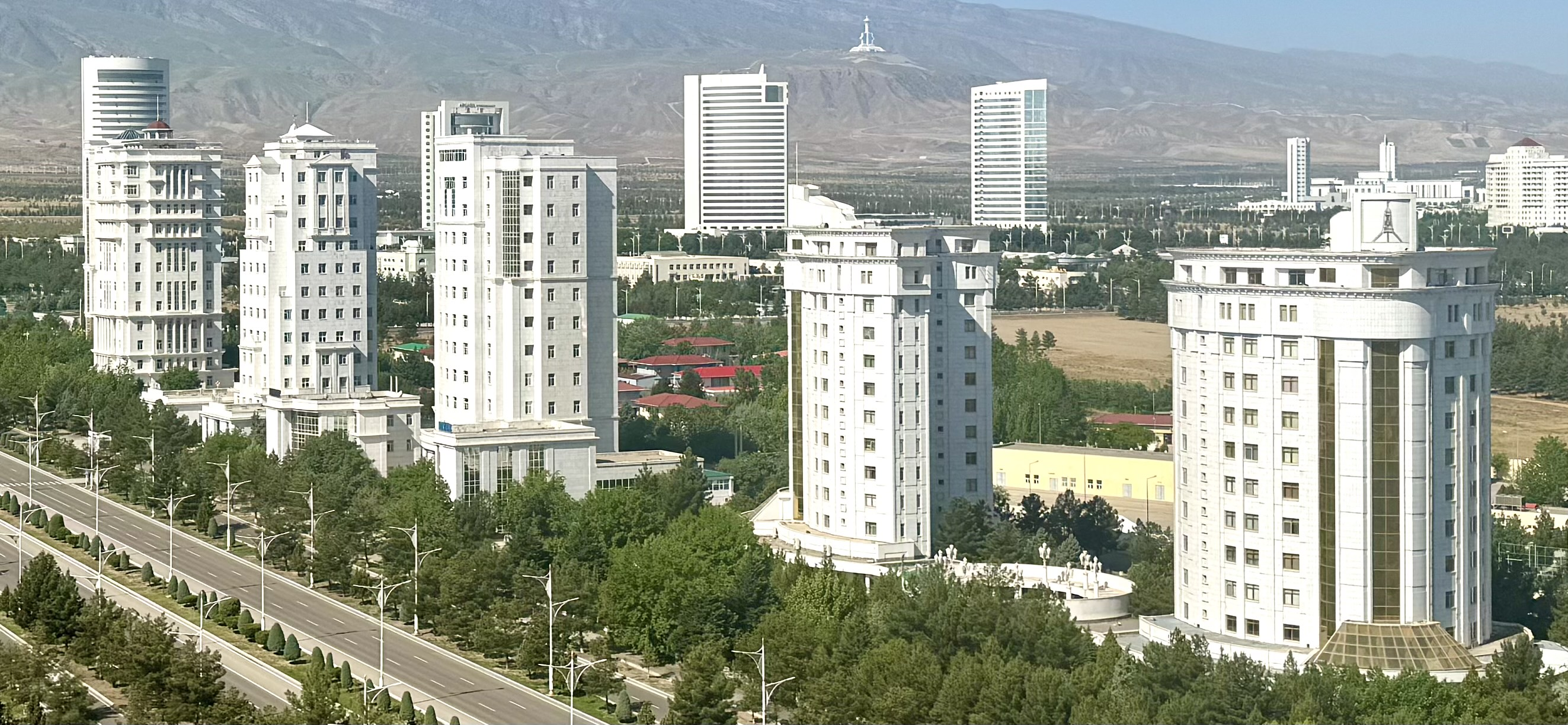
Ашхабад, южная часть пр-та Гарашсызлык

Согласно сведениям Туркменстата об административно-территориальном делении Туркменистана по регионам по состоянию на 6 августа 2018 года город Ашхабад разделялся на четыре этрапа:
- Беркарарлыкский (бывший Азатлыкский, Советский) — 7500 га;
- Копетдагский (бывший Пролетарский) — 15 053 га;
- Багтыярлыкский (бывший имени президента Ниязова, Ленинский) — 27 222 га;
- Бюзмейинский (Безмеинский) — 41 985 га.

## Население
Согласно официальным данным Государственного комитета Туркменистана по статистике на 1 января 2012 года, в Ашхабаде проживало 12,7 % населения Туркменистана. При этом оценки численности населения страны официально не публикуются, перепись населения была проведена 15—26 декабря 2012 года, предварительные итоги должны были быть опубликованы ещё в июле-августе 2013 года, однако итоги переписи (по состоянию на январь 2018 года) так и не были опубликованы. На 17—27 декабря 2022 года запланирована новая перепись населения Туркменистана.

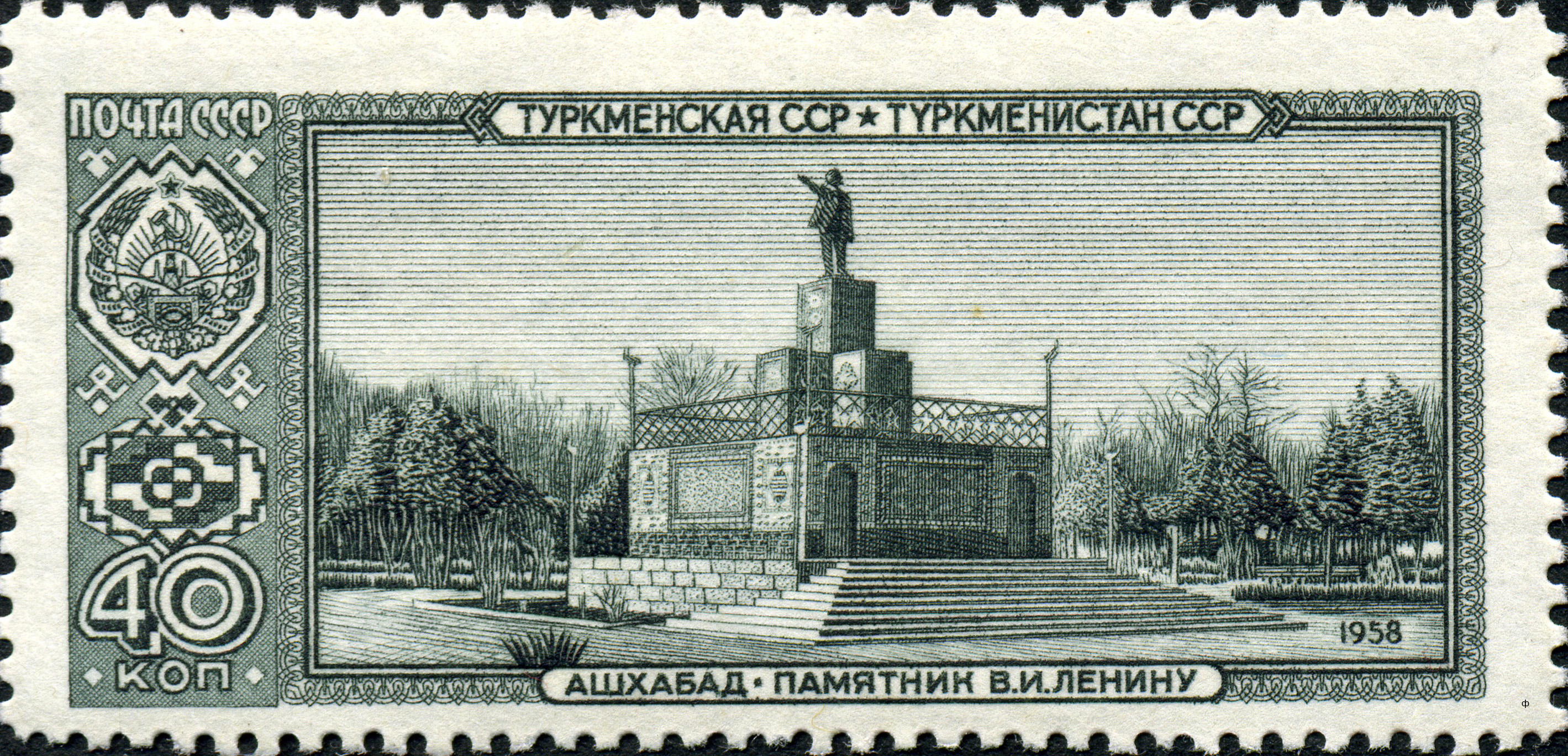
Почтовая марка, 1958 год. Ашхабад. Памятник В. И. Ленину

По данным предыдущей переписи 1995 года, численность населения города составляла 604,7 тысяч человек, а по официальной оценке на 2001 год — 712 тысяч человек. На 1 июля 2002 года официальная оценка численности населения составляла 743 тысячи человек, в середине 2003 года население Ашхабада официально оценивалось в размере 790 тысяч человек (13 % населения страны), а 18 ноября 2005 года было официально объявлено о достижении 900-тысячного рубежа (13,4 % численности населения страны).

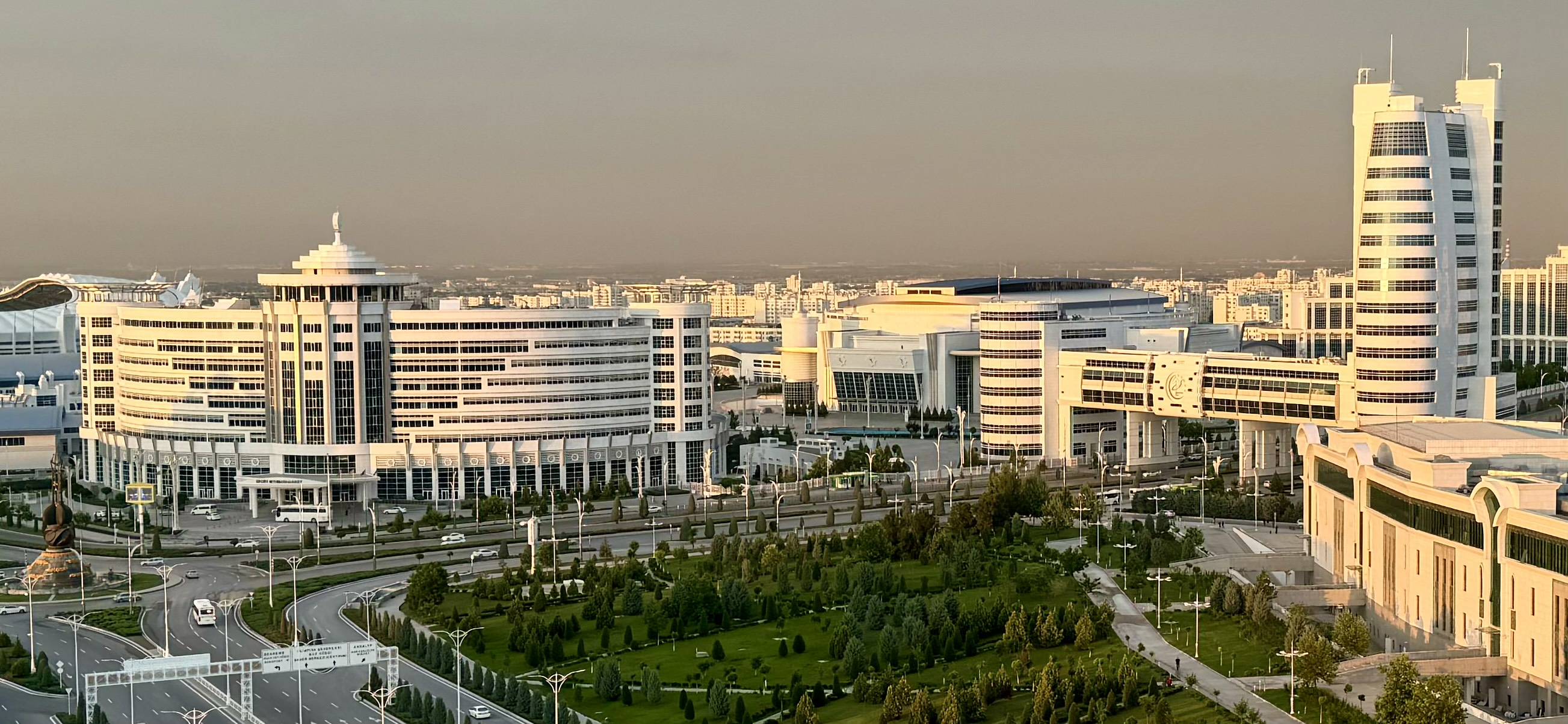
Южная часть Ашхабада

На официальном сайте ЦРУ США численность населения Туркменистана оценивается в размере 5,17 млн человек (по состоянию на май 2014 года), что позволяет предполагать численность населения города Ашхабада в размере до 650 тысяч человек. При проведении выборов депутатов Меджлиса в декабре 2013 года была опубликована численность избирателей в Ашхабаде и в стране в целом. Так, в столице было учтено 396 тысяч избирателей, а в стране — всего 3063 тысячи, что даёт близкую оценку доли населения Ашхабада — в городе сосредоточено 12,9 % избирателей страны. Согласно оценкам Бюро переписи населения США, доля населения моложе 18 лет составляет в Туркменистане 33 % — следовательно, численность населения страны на декабрь 2013 года составляла 4,57 млн человек, а Ашхабада — около 0,59 млн человек. При этом число жителей страны в возрасте 18 лет и более по оценкам Бюро Цензов США составляло 3448 тысяч, что было на 12,6 % больше официально опубликованных данных о численности избирателей.
На выборах в Меджлис в марте 2018 года в Туркменистане было зарегистрировано 3 291 312 избирателей, в том числе в Ашхабаде — 454 448 избирателей (13,8 % от страны в целом), что говорило о том, что весной 2018 года население страны составляло около 4,9 млн человек, а население Ашхабада около 0,68 млн человек. ЦРУ США оценивало численность населения Ашхабада в размере 0,81 млн жителей (в 2018 году). Официальные оценки численности населения Ашхабада на август 2018 года составляли 1 миллион жителей. При сопоставлении официальных оценок численности взрослого населения (454 тыс. чел.), то есть избирателей, и всего населения города (1 млн чел.) официальная численность несовершеннолетнего населения Ашхабада должна составлять 546 тыс. чел., однако этому противоречат официальные данные о численности учащихся средних учебных заведений в 2017/2018 учебном году — 146,5 тыс. учащихся.
К 2006 году численность туркмен в городе составила 77 % жителей, остальные 23 % приходятся на такие этнические группы, как русские, армяне, узбеки, украинцы, азербайджанцы, турки, татары, персы, казахи, всего — более 100 национальностей.
В 1991 году было запрещено прописывать в Ашхабаде иногородних граждан, осенью 2012 года запрет в городе сняли.
| Год                     | 1897 | 1926 | 1939  | 1956  | 1970 | 1991 | 1995  | 2001 | 2002 | 2003 | 2005 | 2018 |
| Население, тыс. жителей | 19,4 | 51,6 | 126,6 | 169,9 | 253  | 412  | 604,7 | 712  | 743  | 790  | 900  | 1000 |

| Год                     | 1950 | 1955 | 1960 | 1965 | 1970 | 1975 | 1980 | 1985 | 1990 | 1995 | 2000 | 2005 | 2010 | 2015 | 2018 | 2019 | 2022 |
| Население, тыс. жителей | 149  | 161  | 179  | 215  | 256  | 287  | 323  | 365  | 412  | 465  | 524  | 592  | 668  | 753  | 810  | 828  | 883  |

По прогнозу ООН население Ашхабада превысит 1 миллион в середине 2028 года.

## Архитектура

### Период Российской империи
В 1888—1893 годах был построен храм Архангела Михаила, первый каменный православный храм в Закаспийской области. Самым высоким зданием дореволюционного Ашхабада был Воскресенский собор.

### Советское время

Здание цирка

В советское время Ашхабад застраивался современными домами, но был полностью разрушен землетрясением 6 октября 1948 года, после которого отстроен заново. Город развивался по генеральным планам строительства 1949 и 1959 годов. В нём были укрупнены кварталы, расширены улицы, начали создаваться микрорайоны и зелёные зоны отдыха.
В советский период в столице Туркменистана были построены сооружения, ставшие архитектурными достопримечательностями города:
- здание Совета Министров Туркменской ССР (1954—1956; ныне — здание Меджлиса; архитектор — В. М. Новосадов);
- здание Академического театра драмы имени Молланепеса (1951—1958; архитектор — А. В. Тарасенко), ныне здание Студенческого театра имени Молланепеса;
- комплекс зданий Академии наук Туркменской ССР (1949—1953; архитекторы — Л. К. Ратинов и другие);
- здание управления «Каракумстроя» (1964—1967; архитекторы — А. Р. Ахмедов, Ф. Р. Алиев), ныне снесено;
- здание Государственной республиканской библиотеки Туркменской ССР имени Карла Маркса (1964—1976; архитекторы — А. Р. Ахмедов, Б. А. Шпак, В. А. Алексеев);
- здание Дворца «Мекан» (1970—1974), украшенное скульптурными рельефами Эрнста Неизвестного;

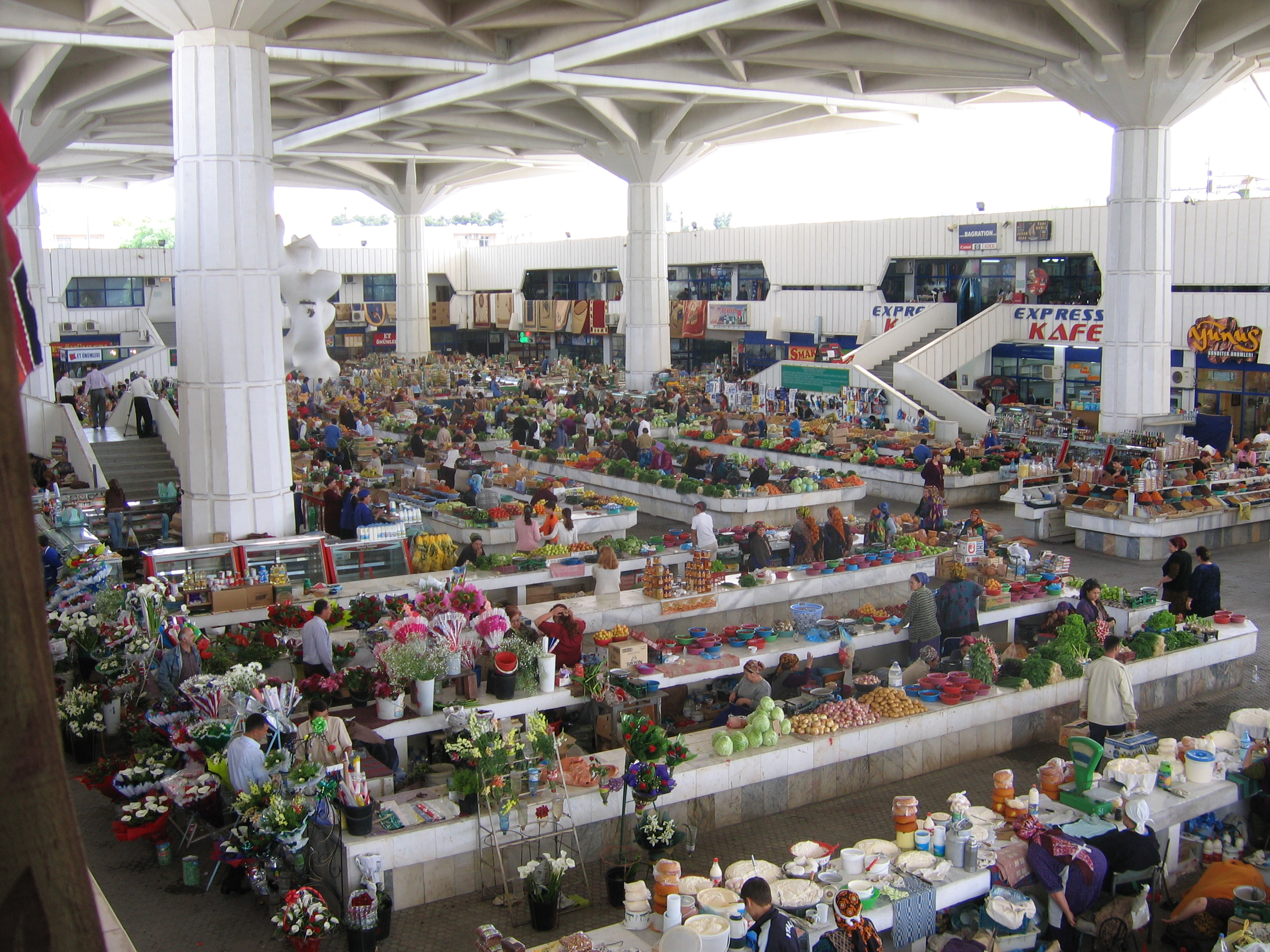
Торговый центр «Гулистан»

- Торговый центр «Гулистан»здание Рынка № 4 (ныне Торговый центр «Гулистан») (1971—1982; архитектор — Владимир Высотин; скульптор — Клыч Ярмамедов);
- здание Туркменского государственного цирка (1979—1984; архитектор — Ариф Зейналов).

В городе были построены также:
- здание ЦК КП Туркменской ССР (архитекторы — А. В. Афанасьев и Е. А. Раевская);
- здание Туркменского сельскохозяйственного института имени М. И. Калинина (архитекторы — М. Н. Виноградская, А. П. Зарьев, В. Н. Ляхович);
- здание Музея изобразительных искусств Туркменской ССР (архитектор — Г. М. Александрович),
- здание киноконцертного зала «Мир» (архитекторы — Ф. М. Евсеев и М. Г. Евсеева, инженер — М. Берлин);
- здание гостиницы «Ашхабад» (архитектор — А. Р. Ахмедов);
- здание гостиницы «Турист» (архитекторы — А. Р. Ахмедов, Ф. Р. Алиев)
- здание гостиницы «Туркменистан» (1950), снесена в 2011 году.

Был установлен памятник воинам, погибшим во время Великой Отечественной войны (1970; архитекторы — А. Курбанлиев, Ф. Багиров; скульптор — Д. Джумадурды). В сквере имени Ленина — памятник В. И. Ленину (1927; бронза, майолика; скульпторы — А. А. Карелин и Е. Р. Трипольская).

### После 1991 года

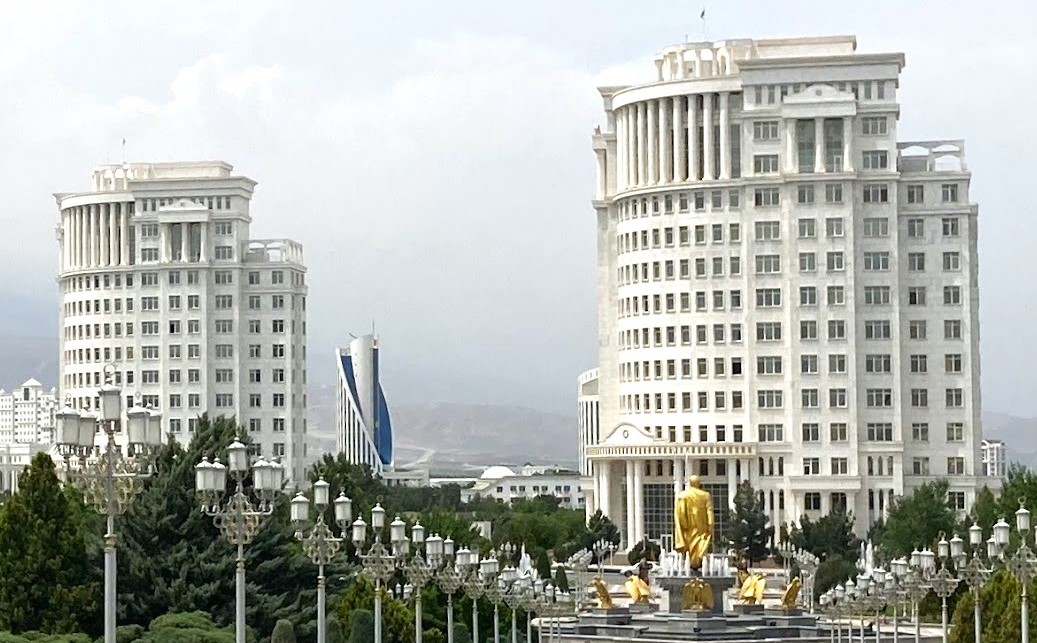
Многоквартирные дома по пр-ту Туркменбаши, Ашхабад

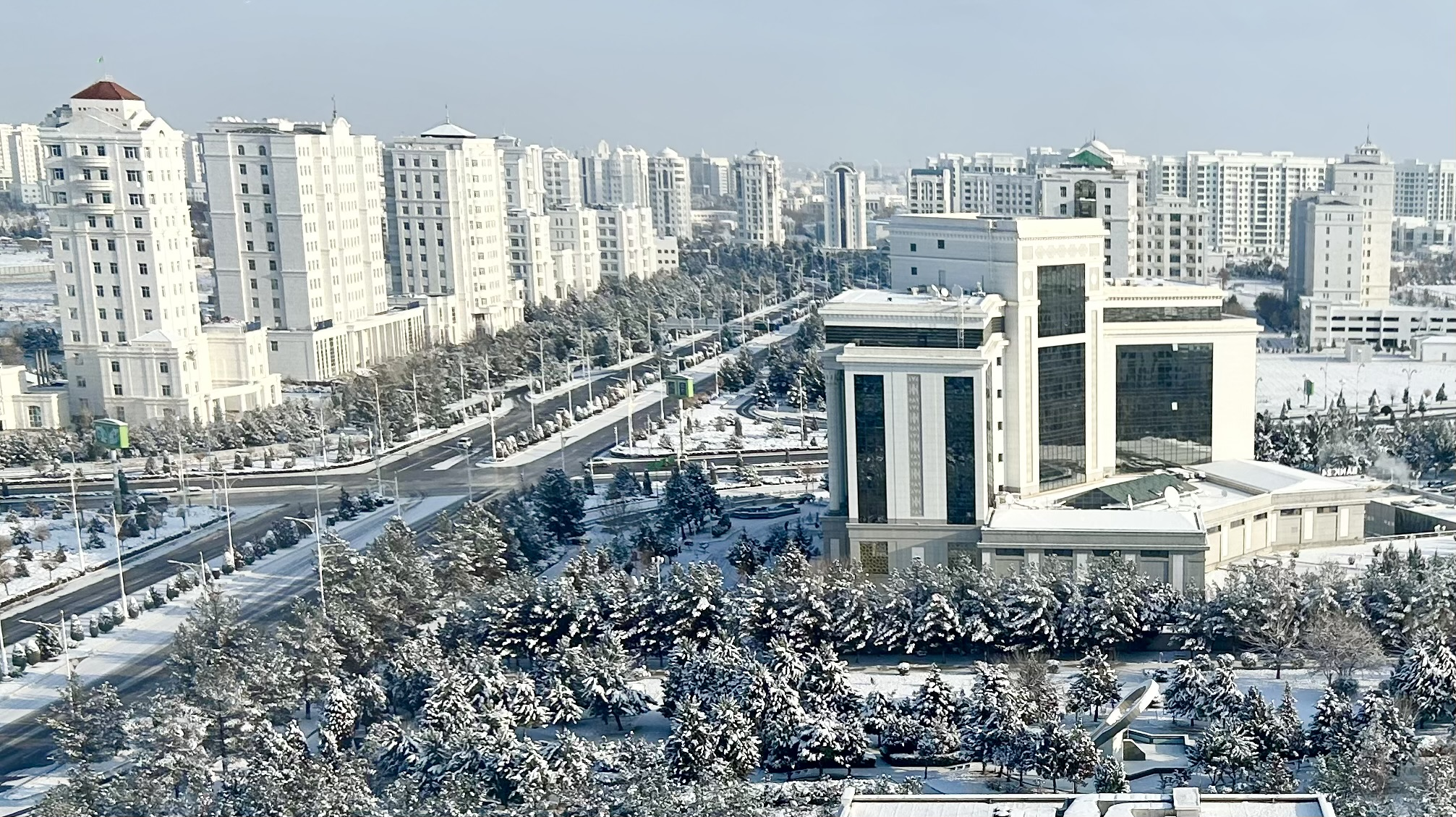
Южная часть Ашхабада в зимнее время

После выхода из состава СССР 26 декабря 1991 года город стал точечно застраиваться высотными административными и жилыми зданиями, общественными сооружениями. Здания в современном Ашхабаде возводятся по большей части в восточном архитектурном стиле. Многие вновь построенные и обновлённые здания — дома, небоскрёбы, мечети и тротуары украшены белым мрамором.
Две архитектурные достопримечательности города постсоветского периода — Телерадиовещательный центр «Туркменистан» высотой 211 метров и трёхступенчатое одиннадцатиэтажное сооружение Дворец бракосочетаний «Багт кошги», построенные в 2011 году, были отмечены в сентябре 2012 года международной премией «International Property Awards Europe» в номинации «Архитектура общественных сооружений».
Выделяется своим архитектурным размахом «Монумент нейтралитета», сооружённый в виде арки, увенчанной двенадцатиметровым позолоченным скульптурным изображением президента Туркменистана Сапармурата Туркменбаши на фоне развевающегося флага. При реконструкции центральной площади города арка была разобрана и вновь возведена в первоначальном виде на юге столицы.

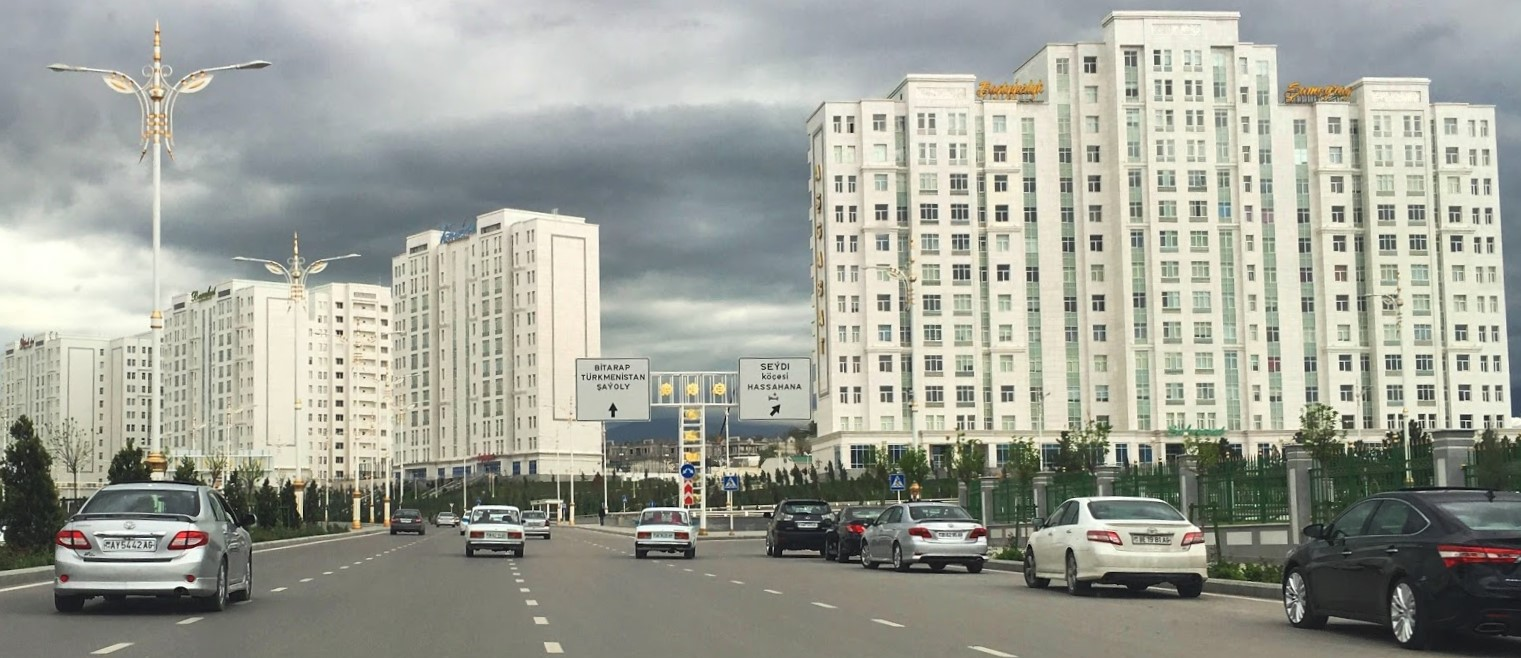
Многоквартирные дома в Ашхабаде

В современной застройке Ашхабада привычной нормой стала точечная застройка высотными (преимущественно 12-этажными) домами. Прежде всего, это жилые башни, где первые этажи отданы под торговые площади и службы сервиса. Многие здания, даже старые, отделаны мрамором.
Формируется деловой центр «Ашхабад-сити» на Арчабилском шоссе. По эксклюзивным проектам завершено строительство зданий ряда министерств и ведомств, учебных, исследовательских и культурных центров. Линия административных зданий и общественных зон по Арчабилскому шоссе будет продолжена.

## Экономика

Министерство нефтегазовой промышленности и минеральных ресурсов Туркменистана

Экономика Ашхабада главным образом представлена промышленностью, финансовыми структурами и широкой торговой сетью. Суммарный внутренний валовый продукт Ашхабада в 2008 году, по некоторым оценкам, составил около 9 млрд долларов США.
В пяти километрах к северу от Ашхабада расположен знаменитый восточный базар «Алтын Асыр».

### Торговые центры
- Торгово-развлекательный центр «Беркарар» — крупнейший в Туркменистане 4-х этажный торговый центр, с более 340 торговыми точками[59].
- Торговый центр «Ашхабад»[60].
- Торговый центр «15 лет независимости»[61].

### Крупнейшиебазары
- Восточный базар «Алтын Асыр»[62]

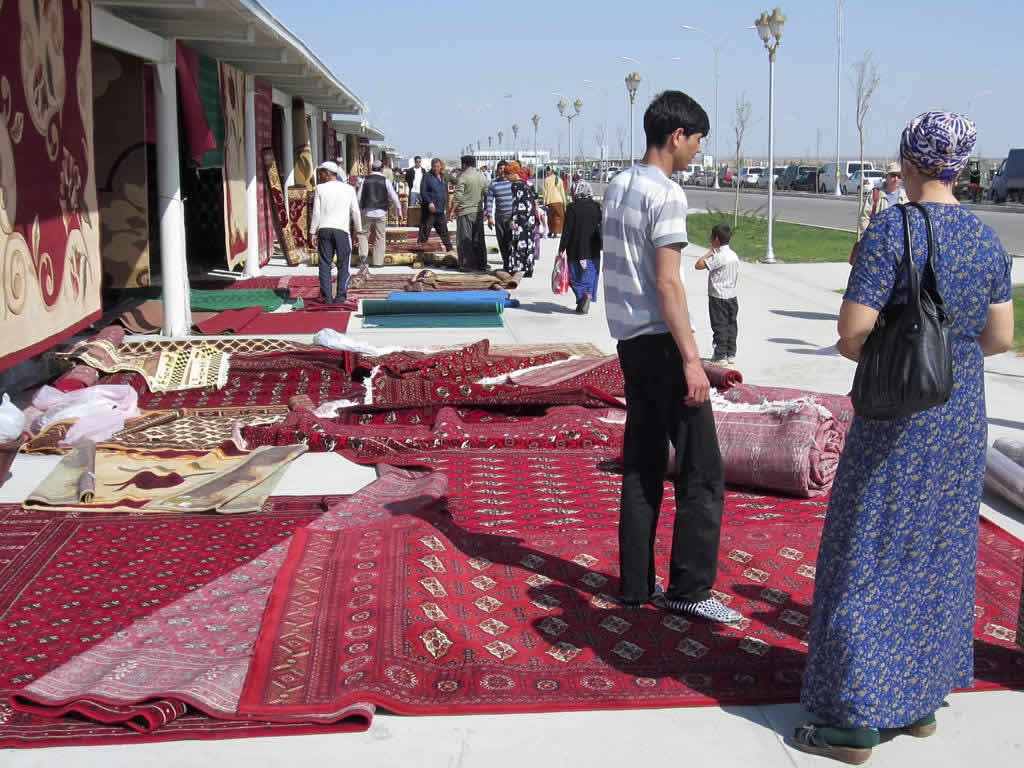
Продажа на базаре туркменских ковров.

- Государственный торговый центр «Гулистан» (Русский базар)
- Текинский базар
- Ташаузский (Азатлык) базар (10-й микрорайон)
- Лялезар базар (6-й микрорайон)
- Парахат базар (микрорайон Мир-1)
- Дженнет базар (3-й микрорайон)
- Ак Йол базар (8-й микрорайон)

### Оптово-розничная продажа
- «Бедев» — сеть магазинов по продаже строительных материалов, сантехники и запасных частей для автомобилей[63]

### Промышленность
На территории Ашхабада и его пригородов находятся более 43 крупных промышленных объектов, 128 средних и более 1700 мелких промышленных объектов. Наиболее важными промышленными предприятиями являются «Ашнефтемаш», «Туркменкабель», «Туркменбаши текстиль комплекси» и др.

## Связь
В Ашхабаде работает 38 отделений почтовой связи (относящихся к оператору «Туркменпочта») и 1 представительство компании DHL Express.
В данный момент в городе действует 1 оператор проводной телефонной связи — Ашхабадская городская телефонная сеть По состоянию на 2021 год количество клиентов услуг кабельной телефонной связи достигало более 235 тыс. абонентов.
Услуги доступа ко всемирной сети Интернет в Ашхабаде предоставляют 2 оператора: АГТС и «Туркментелеком». Наиболее популярными формами доступа к Интернету являются кабельные сети Ethernet, GPON и ADSL. Популярный ранее Dial-up практически потерял свои позиции, в то же время активно развиваются беспроводные технологии Wi-Fi.
В туркменской столице функционируют 9 интернет-кафе, в общественных местах развёрнута сеть Wi-Fi с безлимитным интернетом.

### Сотовая связь

Головное здание АОЗТ «Алтын Асыр»

В городе работает два оператора сотовой связи:
- АОЗТ «Алтын Асыр» — туркменская национальная государственная компания по предоставлению услуг связи, созданная в 2004 году[74]. В 2010 году компанией запущена сеть «третьего поколения» (3G) стандарта UMTS, охватывающая все районы города Ашхабада и международный аэропорт столицы. 18 сентября 2013 года введена в эксплуатацию сеть «четвёртого поколения» 4G по технологии LTE[75]..
- Ашхабадская городская телефонная сеть предоставляет услуги связи CDMA (более 55 тысяч абонентов). Сеть была создана и введена компанией в эксплуатацию первая в 2003 году[76].

## Транспорт

Арчабилское шоссе в Ашхабаде.

### История
К 1899 году в городе насчитывалось 45 замощённых улиц протяжённостью 13714 погонных саженей. Использовалось 136 фаэтонов для перевозки людей. В 1912 году в городе было уже 216 легковых извозчиков.
Появление первых автомобилей в городе относится к началу XX века. В 1910 году было организовано автомобильное движение на двух автомобилях по маршруту Асхабад-Фирюза. Время в пути составляло 2 часа.
10 июня 1920 года были приняты единые Правила дорожного движения.

### Современность

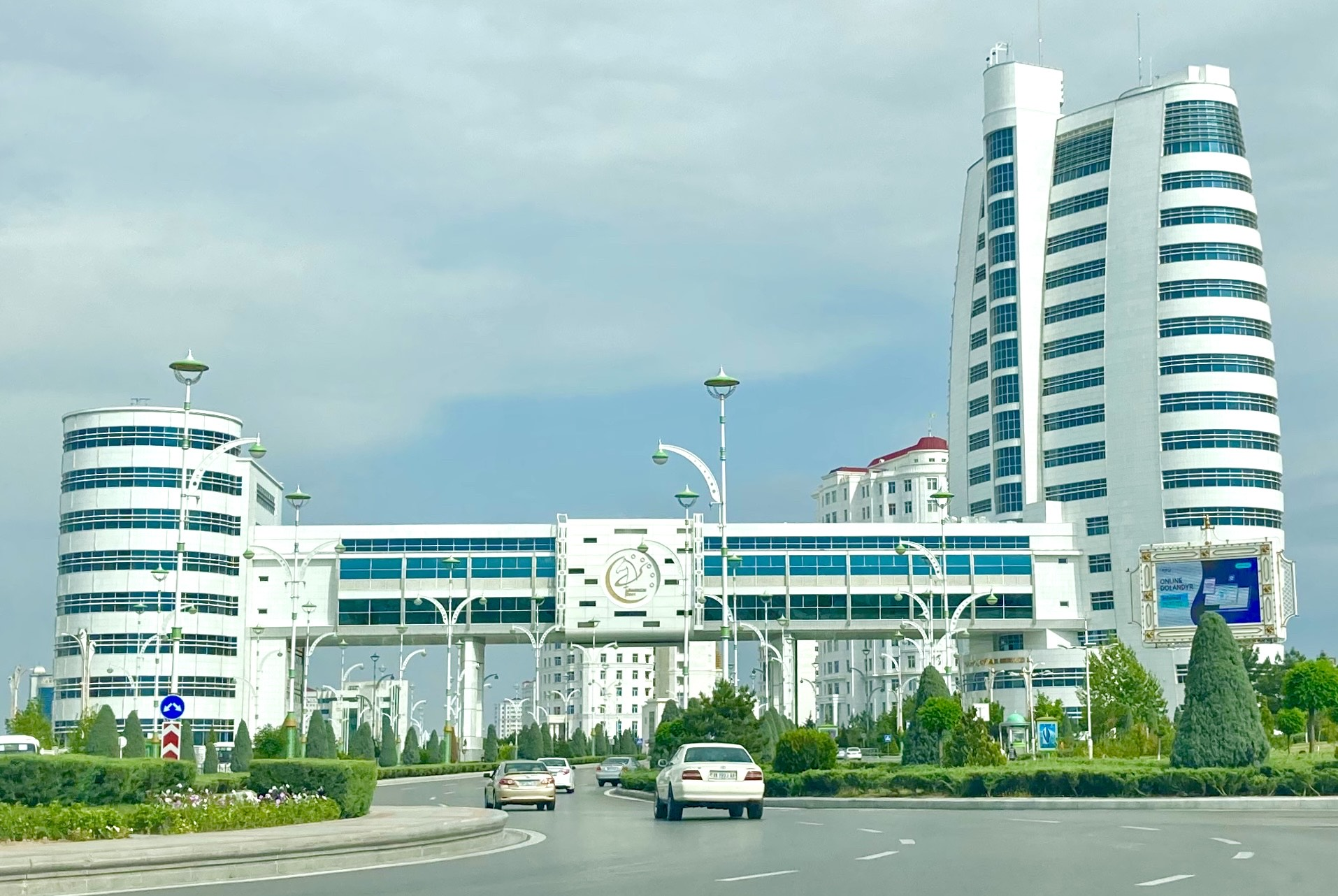
Пр-т 10-Йыл Абаданчылык

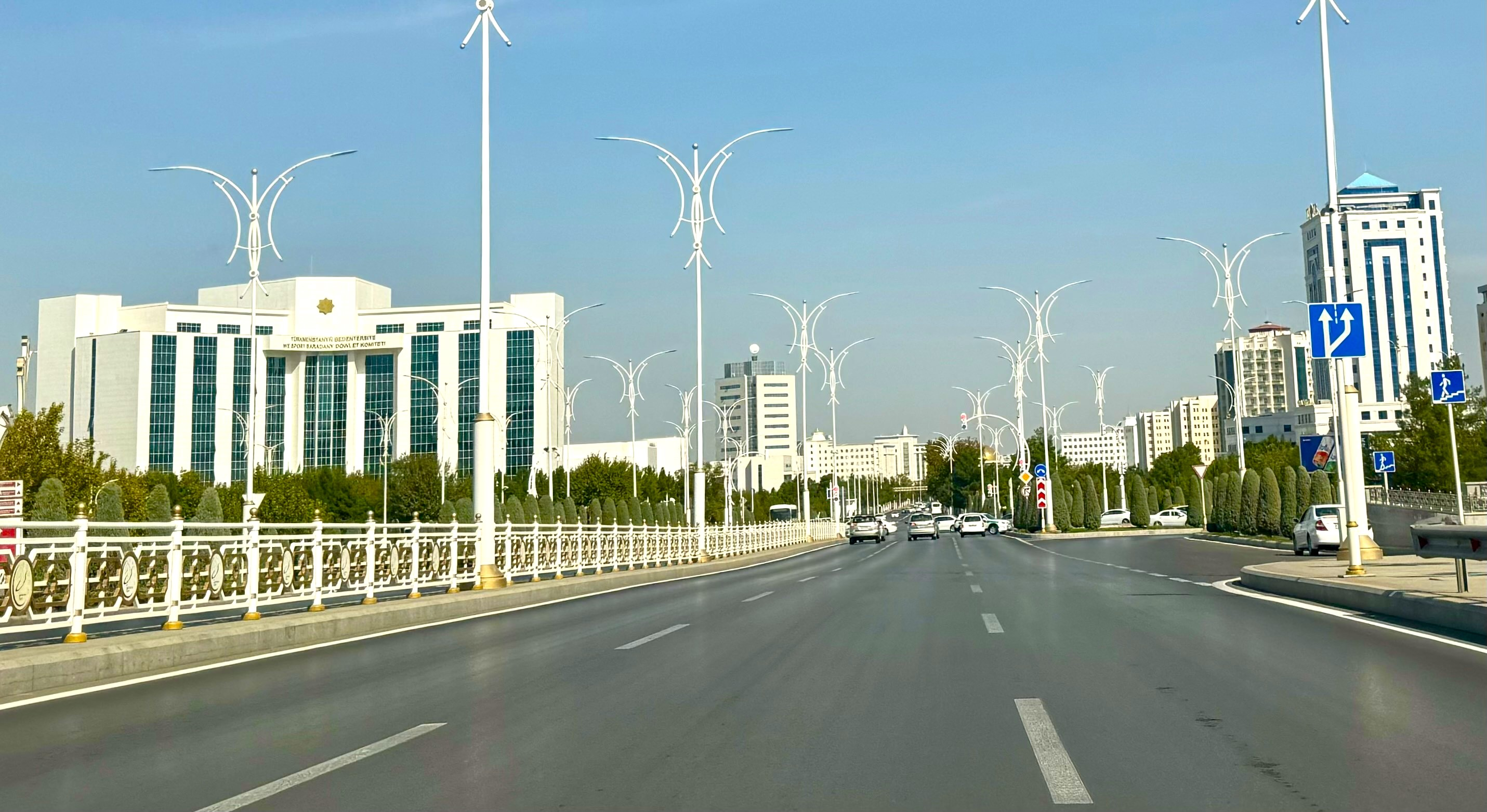
Ашхабад, пр-т Туркменбаши

Общественный городской транспорт в настоящее время представлен только автобусами. С 19 октября 1964 года по 31 декабря 2011 года в городе также было троллейбусное движение. В начале XX века эксплуатировалась узкоколейная железная дорога на паровой тяге, связывающая город с пригородом Фирюза (39 км к северо-востоку от центра города). В настоящее время по городу в основном курсируют новые автобусы Mercedes-Benz и Hyundai. На юге города функционирует подвесная канатная дорога, соединяющая Ашхабад с предгорьями Копетдага.
В 2008 году началось строительство кольцевой автомагистрали вокруг Ашхабада, целью которой является разгрузить транспортные потоки столицы и обеспечить новый, более удобный маршрут для транзитного транспорта. В период 2010—2010 годы были реконструированы проспекты Сапармурата Туркменбаши, Гарашсызлык, Гурбансолтан эдже, Битарап Туркменистан, Махтумкули, улицы Атамурата Ниязова, Ататюрка, Андалиба и Огуз хана. Построен современный проспект Чандыбил, который расположен параллельно Арчабилскому шоссе.

### Ашхабадскийметрополитен
В 2008 году было заявлено о предстоящем строительстве метрополитена. В 2014 году президент Туркменистана Гурбангулы Бердымухамедов дал поручение председателю украинской строительной ассоциации «Интербудмонтаж» Владимиру Петруку рассмотреть вопрос о строительстве метро в Ашхабаде, в связи с увеличением численности столичного населения.

### Ашхабадский монорельс
В 2016 году в «Олимпийском городке» открыта монорельсовая система длиной более 5138 метров. Построено 8 станций, между которыми курсируют 3 вагона.

### Железнодорожный транспорт и дальнее автобусное сообщение
Современный Ашхабадский вокзал, впервые построенный в 1888 году, расположен на проспекте Гурбансолтан-эдже, недалеко от центра города. Вокзал был разрушен в 1948 году при ашхабадском землетрясении, построен заново в 1950 году на фундаменте старого железнодорожного вокзала. В 2009 году была проведена коренная реконструкция. Через город с запада на восток проходит железная дорога Туркменбаши (Красноводск) — Мары — Туркменабад (Чарджоу). Также от Ашхабада на северо-восток отходит новая магистраль — Транскаракумская железная дорога (Ашхабад — Каракумы — Дашогуз), движение по которой открыто с февраля 2006 года.
В городе действует автовокзал недалеко от Текинского базара. В северной части Ашхабада расположен новый международный автовокзал, открытый в сентябре 2014 года.

### Воздушный транспорт
Международный аэропорт имени Сапармурата Туркменбаши, действующий с 1994 года, расположен в 10 км к северо-западу от центра Ашхабада. При СССР использовался как местный аэропорт. Новый пассажирский терминал аэропорта открылся в 1994 году. В январе 2013 года началось строительство нового аэропорта стоимостью 2,2$ млрд. С марта 2014 года начал работу малый пассажирский терминал, который в период сооружения главного пассажирского терминала взял на себя обслуживание вылетающих и прилетающих в Ашхабад пассажиров, терминал пропускной способностью 1250 пассажиров построен на месте существовавшего ранее аэропорта при Туркменской ССР по улице № 2013 (бульвар Космонавтов). После ввода в строй основного аэровокзала, терминал будет использоваться для чартерных рейсов. Аэропорт связывает Ашхабад воздушным сообщением с крупными городами республики, странами СНГ, Азии и Европы.

### Велосипедисты и пешеходы
Городская планировка весьма дружелюбна к пешеходам и велосипедистам. Существует большое количество пешеходных дорожек, велосипедные же только начинают появляться.

## Библиотеки
- Государственная библиотека Туркменистана — основана в 1895 году.
- Центральная библиотека имени Махтумкули.
- Туркменская государственная детская библиотека имени Б. Аманова — основана в 1935 году.
- Туркменская государственная научно-медицинская библиотека — основана в 1940 году.
- Центральная научная библиотека Академии наук Туркменистана — основана в 1941 году[23].

## Образование
Ашхабад является одним из важнейших образовательных центров Туркменистана, в городе сосредоточено значительное число объектов просвещения. По состоянию на 2013/14 учебный год в 19 вузах столицы обучалось 26,7 тысячи студентов, в 139 школах обучалось 114,7 тысячи учащихся.
- Туркменский государственный университет имени Махтумкули
- Международный туркмено-турецкий университет
- Туркменский государственный медицинский университет
- Туркменский сельскохозяйственный университет имени С. А. Ниязова
- Международный университет нефти и газа имени Ягшигельды Какаева (главное учебное заведение туркменского нефтегазового сообщества)
- Государственная Академия художеств Туркменистана
- Туркменский институт народного хозяйства
- Туркменский государственный институт культуры
- Туркменский государственный институт Инженерно-технических и транспортных коммуникаций
- Национальный институт физкультуры и спорта Туркменистана
- Туркменский национальный институт мировых языков имени Довлетмаммета Азади
- Институт международных отношений МИД Туркменистана
- Туркменский государственный институт экономики и менеджмента
- Туркменский государственный финансовый институт
- Туркменская национальная консерватория
- Военная академия Туркменистана имени Сапармурада Туркменбаши
- Военный институт имени Сапармурада Туркменбаши Министерства обороны Туркменистана
- Полицейская академия Туркменистана имени генерала армии С. А. Ниязова
- Институт пограничников Государственной пограничной службы Туркменистана
- Туркменский государственный архитектурно-строительный институт
- Международный университет гуманитарных наук и развития
- Институт телекоммуникаций и информатики Туркменистана

## Наука
В 1951 году в Ашхабаде была основана Академия наук Туркменистана. В 2014 году в районе Бикрова был введён в строй крупный Центр технологий Академии наук Туркменистана. В городе работает Ботанический сад.

## Спорт

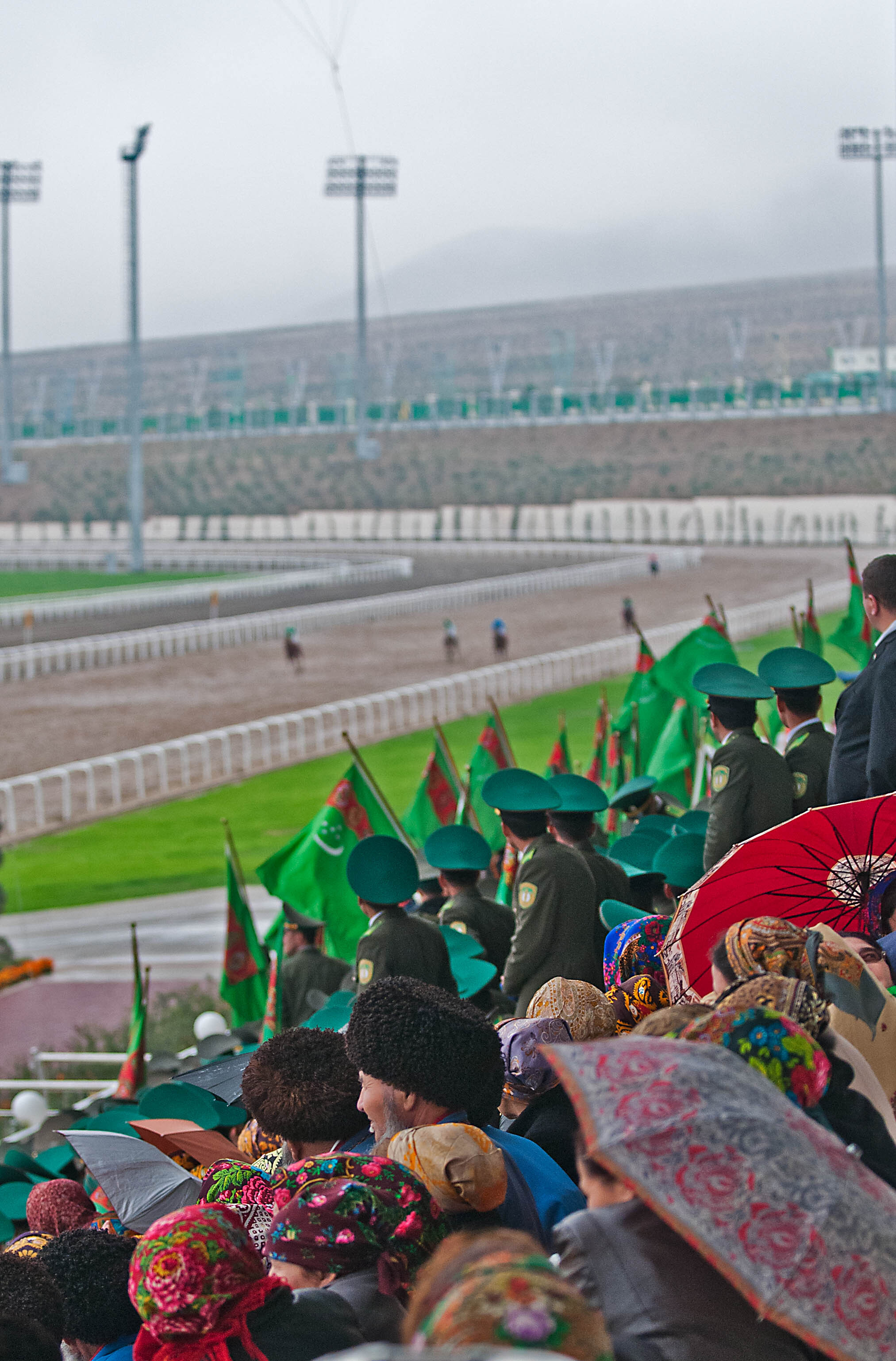
Конные скачки

В Ашхабаде весьма развит как любительский, так и профессиональный спорт. В городе — 5 стадионов с трибунами более 1000 мест, спортивные залы, дворцы спорта, крытые объекты с искусственным льдом, бассейны. Среди них: стадион «Олимпийский», стадион «Ашхабад», Национальный олимпийский ледовый дворец, Спортивный комплекс зимних видов спорта, Олимпийский водноспортивный комплекс, стадион «Копетдаг».
19 декабря 2010 года в Кувейте город Ашхабад был выбран местом проведения 5-х Азиатских игр в закрытых помещениях и по боевым искусствам, став первым в Центральной Азии городом, получившим право на проведение этих игр. С 2010 года на юге Ашхабада строится Олимпийский городок, многофункциональный спортивный комплекс, в который войдёт более 30 объектов, в том числе параолимпийский комплекс и реабилитационный центр.
В городе базируются профессиональные спортивные клубы:
- Футбол: ФК «Алтын Асыр», ФК «Ашхабад», ФК МТТУ, СК «Хазына» — выступают в Чемпионате Туркменистана. Известный футбольный клуб ФК «Копетдаг», основанный ещё в 1947 году выступает в Первой лиге Туркменистана.
- Хоккей: ХК «Бургут» — один из сильнейших клубов Туркменистана; ХК «Алп Арслан», молодёжный ХК «Багтыярлык», молодёжный ХК «Галкан», ХК «Шир», ХК «Огузхан» также тренируются в Ашхабаде.

В Ашхабаде работает крупнейший в Туркменистане Международный конноспортивный комплекс. Он расположен в Рухабатском этрапе города на проспекте Копетдаг рядом с Национальным музеем живой природы Туркменистана. Общая площадь комплекса составляет 90 га. Ипподром позволяет проводить как скачки, так и бега.

## Здравоохранение
В Туркменистане создана современная платная национальная система здравоохранения. Численность семейных врачей в 2013 году составляла 490 человек, среднего медицинского персонала — 3,8 тысяч человек. Число госпитальных коек составило 3,6 тысяч единиц. Действуют крупные лечебные учреждения:
- Международный центр травматологии был построен в 2011 году, является крупнейшим травматологическим центром в стране.
- Онкологический центр — клиническое лечебно-профилактическое учреждение, где осуществляется помощь больным доброкачественными и злокачественными новообразованиями, создано в 2009 году.
- Центральный госпиталь имени Сапармурата Туркменбаши — рассчитан на 120 пациентов, построен в 2001 году в посёлке Бикрова[108].
- Стоматологический центр[109].
- Фармацевтическое предприятие по производству инфузионных растворов[109].

### Дирекция международных медицинских центров
В рамках национальной системы здравоохранения в Ашхабаде создан современный медицинский городок — Дирекция международных медицинских центров. В её состав входят:
- Международный центр лечения глазных болезней — один из крупнейших глазных центров в Центральной Азии, расположенный на юге столицы[110].
- Международный медицинский центр
- Международный центр внутренних болезней
- Международный диагностический центр
- Международный центр охраны здоровья матери и ребёнка «Эне мяхри»
- Международный центр лечения болезней головы и шеи

### Управление центров инфекционных болезней
1 сентября 2010 года в северной части туркменской столицы были открыты шесть новых клиник, объединённых Управлением центров инфекционных болезней Министерства здравоохранения и медицинской промышленности Туркменистана. В комплекс вошли:
- Центральный кожно-венерологический госпиталь;
- Туберкулёзный лечебно-профилактический центр;
- Лечебно-профилактический центр инфекционных болезней;
- Центр профилактики СПИДа;
- Централизованная лаборатория;
- Центр крови.

## Туризм
На берегу ашхабадского «Золотого озера» сформирована крупная зона отдыха с объектами досуговой инфраструктуры.

### Памятники

Памятник классику туркменской поэзии Махтумкули

## Культура и искусство

### Театры
- Главный драматический театр имени Сапармурата Туркменбаши Великого
- Студенческий театр имени Молланепеса
- Национальный музыкально-драматический театр имени Махтумкули
- Туркменский национальный молодёжный театр имени Алп Арслана
- Туркменский государственный кукольный театр
- Государственный русский драматический театр имени А. С. Пушкина
- Туркменский государственный цирк

### Кинотеатры
В Ашхабаде работает несколько кинотеатров. В 2011 году был построен первый 3D кинотеатр в Туркменистане — «Ашхабад». Были реконструированы кинотеатры «Ватан» и «Туркменистан».

### Музеи
- Государственный музей Государственного культурного центра Туркменистана — крупнейший государственный музей, созданный в начале 1990-х годов. Филиалы[115]:
  - Музей «Гарашсызлык»
  - Музей «Галкыныш»
  - Музей «Битараплык»
- Музей изобразительных искусств Туркменистана имени Сапармурата Туркменбаши Великого — художественный музей, основанный в 1927 году. Один из крупнейших в Центральной Азии.
- Музей туркменского ковра — основан в 1993 году. В музее собраны несколько сотен лучших образцов ковров, самый старый из которых относится к XVII в. Здесь же находится второй по величине в мире ковёр ручной работы — «Золотой век Великого Сапармурата Туркменбаши», площадь которого составляет почти 301 м², а вес — более тонны[116].
- Национальный музей живой природы Туркменистана — государственный зоологический парк в пригороде Ашхабада. Новейший в Туркменистане. Открыт в 2010 году. Общая площадь зоопарка составляет 40 гектаров.

### Парки и скверы
Старейший парк города — «Ашхабад», основан в 1887 году. В самом центре города расположен сквер «Вдохновение» — художественно-парковый комплекс, являющийся любимым местом отдыха горожан. Парк развлечений «Мир сказок» — местный вариант Диснейленда. В городе расположены парки: «Гунеш», «Независимости», «Туркмено-турецкой дружбы», скверы: «10 лет независимости Туркменистана», имени Махтумкули, парк «Аркадаг», «Зелили», «Чырчык», «Профсоюз», «Клятва», «Восточный бульвар», «ВДНХ», «8 марта», «Шаёлы», «Гёроглы», «Дельфин», «15 лет независимости», «Рухыет».

### Достопримечательности
- Культурно-развлекательный центр «Алем» — культурно-развлекательный центр, расположенный на Арчабилском шоссе, высотой 95 метров. Установленное внутри центра колесо обозрения закрытого типа является самым большим в мире из имеющихся на сегодняшний день.

Монумент Независимости Туркменистана.

- Мемориальный комплекс «Halk hakydasy» — мемориальный комплекс в честь почитания погибших в Геоктепинской битве, войне 1941—1945 годов, а также поминовения жертв Ашхабадского землетрясения 1948 года. Монумент расположен в юго-западной части Ашхабада[121].
- Памятник священной книге «Рухнама» — гигантский памятник в виде книги Сапармурата Ниязова, воздвигнут в Парке Независимости.
- Гостиница «Огузкент» — роскошная гостиница группы гостиниц «Sofitel».
- Близ Ашхабада расположен историко-культурный заповедник «Ниса» — городища III века до н. э. — III века н. э.
- Главный флаг Туркменистана — является четвёртым по высоте флагштоком в мире.
- Фонтанный комплекс «Огузхан и сыновья» на въезде в международный аэропорт Ашхабада, вошедший в Книгу рекордов Гиннесса как объединяющий самое большое число фонтанов в общественном месте. Архитектурно-скульптурный ансамбль, который был открыт в июне 2008 года, изображает легендарного родоначальника тюркских народов Огуз-хана и шестерых его сыновей: Гюн-хана («повелитель солнца»), Ай-хана («повелитель луны»), Йылдыз-хана («повелитель звезды»), Гек-хана («повелитель неба»), Даг-хана («повелитель гор») и Денгиз-хана («повелитель моря»). По данным Книги рекордов Гиннеса, этот комплекс включает в себя 27 синхронизированных, освещённых и полностью программируемых фонтанов общей площадью около 15 гектаров[122].
- Дворцовый комплекс «Огузхан» (туркм. “Oguzhan” Köşgi) — резиденция президента Туркменистана. Был построен в мае 2011 года[123] вместо старого, небольшого дворца, расположенного неподалёку.

### Мечети
- Мечеть Эртогрулгазы (туркм. Ertugrul Gazi metjidi) — мечеть в турецком стиле, построенная в подарок от правительства Турции.
- Мечеть в районе Кёши.
- Мечеть в 8 микрорайоне.
- Иранская мечеть.

### Церкви
- Храм святого благоверного великого князя Александра Невского — русский православный собор[124].
- Храм Святителя Николая Чудотворца.
- Молитвенный дом Воскресения Христова.

## Средства массовой информации

Телебашня в Ашхабаде.

На одном из хребтов горной системы «Копетдаг» Ашхабада расположен Телерадиовещательный центр «Туркменистан», который является самым высоким архитектурным сооружением города. Высота телебашни составляет 211 метров. Украшающая её восьмиконечная звезда Огуз-хана признана самым большим в мире архитектурным изображением звезды и внесена в Книгу рекордов Гиннесса. Освещённая в тёмное время суток мощной подсветкой башня видна почти с любой точки города. На 30-м этаже телебашни расположена смотровая площадка. В городе вещает семь телевизионных каналов. Все туркменские каналы вещают из Ашхабада. У города есть собственный телеканал — «Ашхабад». Также в Ашхабаде вещают следующие радиостанции: первый канал туркменского радио «Ватан» (его ДВ-частота 279 кГц принимается также в Казахстане, Кыргызстане, Таджикистане, Узбекистане, Грузии, Армении, Азербайджане и в ЮФО и СКФО России), второй канал туркменского радио «Чар тарапдан», третий канал туркменского радио «Мирас», четвёртый канал туркменского радио «Оваз».
Они все вещают на УКВ, ДВ, СВ, FM-диапазонах (аналоговое вещание) и цифровом стандарте DAB+ (мультиплексы 6B и 10B).

## Международные отношения

### Города-побратимы
- 1974 —  Бамако, Мали[129]
- 1990 —  Альбукерке, США[130]
- 1992 —  Ланьчжоу, Китай[131]
- 1994 —  Анкара, Турция[132]
- 2001 —  Киев, Украина[133][134]
- 2017 —  Астана, Казахстан[135]
- 2017 —  Ташкент, Узбекистан[136]
- 2017 —  Душанбе, Таджикистан
- 2018 —  Бишкек, Кыргызстан[137]
- 2023 — Баку, Азербайджан

### Города-партнёры
- 2014 —  Ереван, Армения[138]

### Дипломатические и консульские представительства

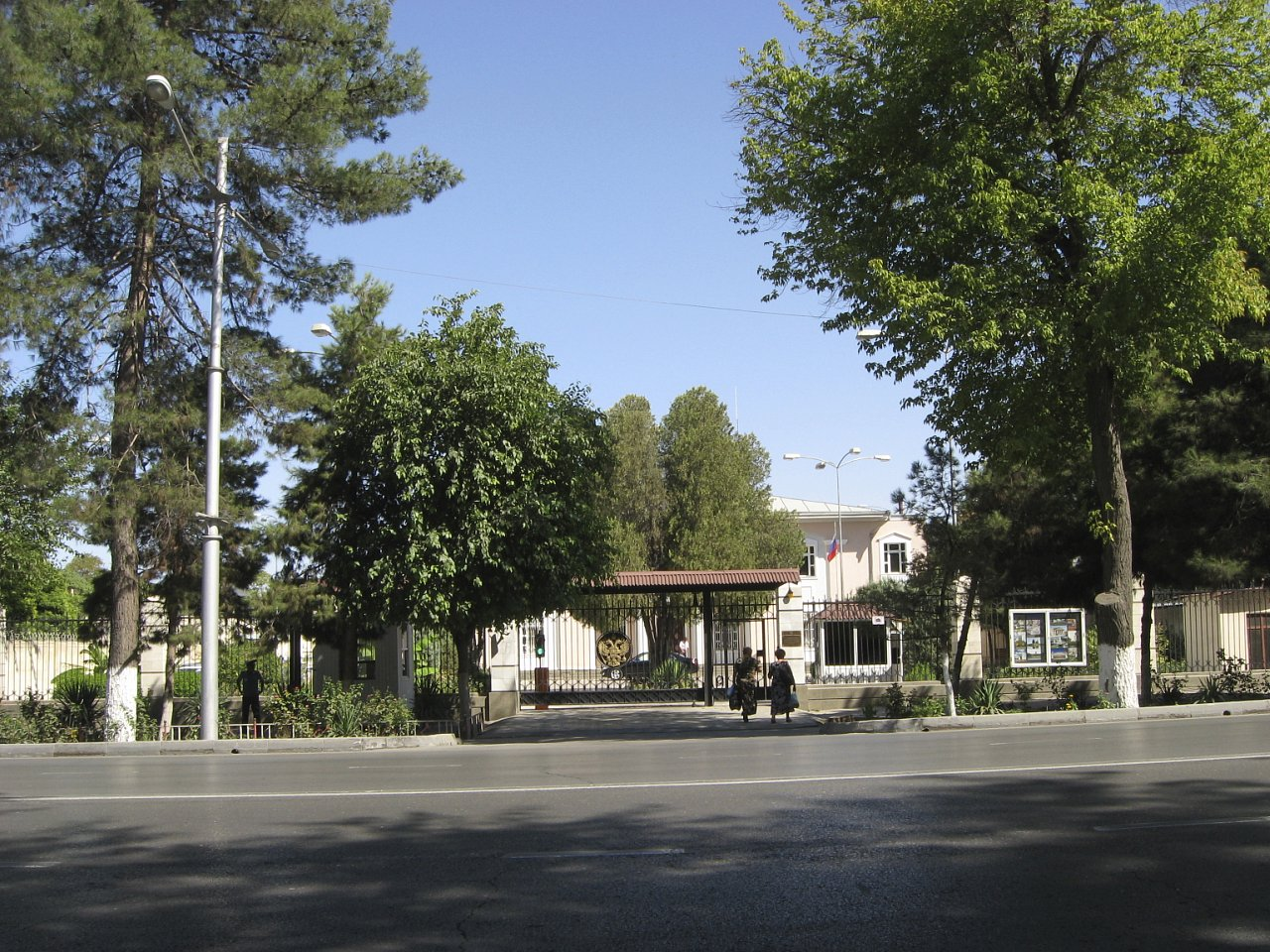
Посольство России в Ашхабаде.

В Ашхабаде располагаются посольства 30 государств, признанных на международном уровне. 28 из 30 дипломатических представительств являются посольствами, одно — нунциатурой и одно — бюро экономического сотрудничества, а также представительства пятнадцати международных организаций

### Международные организации
В Ашхабаде находятся:
- Представительства ООН, ЮНИСЕФ, Управления Верховного комиссара ООН по делам беженцев.
- Региональный центр ООН по превентивной дипломатии[140]
- Центр ОБСЕ[141]
- Контактное бюро Европейского Союза
- Представительство Агентства при Правительстве Турции ТИКА
- Представительство Европейского банка реконструкции и развития
- Представительство Азиатского банка развития